# Dichanthium foveolatum
Dichanthium foveolatum är en gräsart som först beskrevs av Alire Raffeneau Delile, och fick sitt nu gällande namn av Guy Edouard Roberty. Dichanthium foveolatum ingår i släktet Dichanthium och familjen gräs. Inga underarter finns listade i Catalogue of Life.